# Плоскосемінська сільська рада
Плоскосемі́нська сільська рада (рос. Плоскосеминский сельский совет) — сільське поселення у складі Ребріхинського району Алтайського краю Росії.
Адміністративний центр та єдиний населений пункт — селище Плоскосемінський.

## Населення
Населення — 295 осіб (2019; 383 в 2010, 515 у 2002).